# ایوان گیرف
ایوان گیرف (روسی: Иван Александрович Гирев؛ زادهٔ ۲۹ ژوئن ۲۰۰۰) شناگر اهل روسیه است.
وی در مسابقات کشوری و بین‌المللی در مجموع برندهٔ ۲ مدال طلا، ۳ مدال نقره، ۱ مدال برنز شده‌است.